# Min käre vän, ack säg
Min käre vän, ack säg är en psalm med text och musik skriven 1921 av Oscar Halloff.

## Publicerad i
- Segertoner 1988 som nr 500 under rubriken "Att leva av tro - Kallelse - inbjudan".[1]